# Highly Strung
Highly Strung – studyjny album Steve'a Hacketta wydany w 1982 roku. W 2007 r. ukazała się zremasterowana edycja płyty z bonusami.

## Spis utworów
1. „Camino Royale” – 5:27
2. „Cell 151” – 6:25
3. „Always Somewhere Else” – 4:01
4. „Walking Through Walls” – 3:48
5. „Give It Away” – 4:07
6. „Weightless” – 3:31
7. „Group Therapy” – 5:47
8. „India Rubber Man” – 2:31
9. „Hackett to Pieces” – 2:39

 bonusy na remasterowanej wersji z 2007:
1. „Guitar Boogie” – 2:11
2. „Walking Through Walls (12" version)” – 5:55
3. „Time Lapse at Milton Keynes” – 3:52